# Lagunillas, Tampacán
Lagunillas är en ort i Mexiko.   Den ligger i kommunen Tampacán och delstaten San Luis Potosí, i den sydöstra delen av landet, 230 km norr om huvudstaden Mexico City. Lagunillas ligger 128 meter över havet och antalet invånare är 341.
Terrängen runt Lagunillas är platt norrut, men söderut är den kuperad. Runt Lagunillas är det ganska tätbefolkat, med 80 invånare per kvadratkilometer. Närmaste större samhälle är Tampacan, 5,1 km söder om Lagunillas. I omgivningarna runt Lagunillas växer huvudsakligen savannskog.